# آل علي وحيش (مكيراس)

تعديل مصدري - تعديل

ال على وحيش هي إحدى قرى عزلة مكيراس بمديرية مكيراس التابعة لمحافظة البيضاء، بلغ تعداد سكانها 14 نسمة حسب تعداد اليمن لعام 2004.